# Fabiana Diniz
Fabiana Carvalho Carneiro Diniz (Guaratinguetá, 13 mei 1981) is een handbalster uit Brazilië. Haar bijnaam luidt Dara.
Diniz vertegenwoordigde haar vaderland viermaal op rij bij de Olympische Spelen: 2004 (Athene), 2008 (Peking), 2012 (Londen) en 2016 (Rio de Janeiro). Bij dat laatste toernooi werd de hoogste eindklassering behaald door de Braziliaanse nationale ploeg met de vijfde plaats. Haar grootste succes beleefde Diniz in 2013, toen ze met Brazilië de wereldtitel won in Servië.
1: Isabell Roch ·
2:  Fabiana Diniz ·
3:  Maura Visser ·
4:  Hanna Maria Yttereng ·
5: Antje Lauenroth ·
6: Linda Mack ·
7: Nina Würz ·
8:  Martine Smeets ·
14:  Stine Baun Eriksen ·
16: Ann-Cathrin Giegerich ·
17:  Simone Larsen Poulsen · 18:  Mille Heick Hundahl · 22: Susann Müller · 23:  Zivile Jurgutyte · 26:  Angela Malestein · 33:  Tess Wester · 93:  Jacqueline Anastacio · Coach:  Martin Albertsen

Resultaten: 4e plaats Bundesliga – 2e ronde DHB-Pokal